# Episodi di StartUp (prima stagione)
La prima stagione della serie televisiva StartUp, composta da 10 episodi, è stata resa disponibile sul servizio on demand Crackle il 6 settembre 2016.
In Italia, la stagione è stata interamente pubblicata il 7 luglio 2017 sul servizio on demand Prime Video.
| nº | Titolo originale | Titolo italiano     | Pubblicazione USA | Pubblicazione Italia |
| -- | ---------------- | ------------------- | ----------------- | -------------------- |
| 1  | Seed Money       | Capitale Iniziale   | 6 settembre 2016  | 7 luglio 2017        |
| 2  | Ground Floor     | Piano Terra         | 6 settembre 2016  | 7 luglio 2017        |
| 3  | Proof of Concept | Prova del Prototipo | 6 settembre 2016  | 7 luglio 2017        |
| 4  | Angel Investor   | Angelo Investitore  | 6 settembre 2016  | 7 luglio 2017        |
| 5  | Buyout           | Acquisizione        | 6 settembre 2016  | 7 luglio 2017        |
| 6  | Bootstrapped     | Farsi Strada        | 6 settembre 2016  | 7 luglio 2017        |
| 7  | Valutation       | Valutazione         | 6 settembre 2016  | 7 luglio 2017        |
| 8  | Pro Rata         | Pro Rata            | 6 settembre 2016  | 7 luglio 2017        |
| 9  | Hostile Takeover | Acquisizione Ostile | 6 settembre 2016  | 7 luglio 2017        |
| 10 | Recapitalization | Ricapitalizzazione  | 6 settembre 2016  | 7 luglio 2017        |

## Capitale Iniziale
- Titolo originale: Seed Money
- Diretto da: Ben Ketai
- Scritto da: Ben Ketai

### Trama
Usando denaro sporco da fonti insospettabili, Nick e Izzy sono costretti a fondare una società tecnologica e ad allearsi con una pericolosa gang di Haiti. Le difficoltà di avviare un’impresa impallidiscono rispetto alla lotta per restare in vita, specie quando si ha a che fare con Rask, un inesorabile agente dell’FBI che ha potere di vita o di morte su chiunque abbia sotto tiro, e non sempre per i motivi giusti.

## Piano Terra
- Titolo originale: Ground Floor
- Diretto da: Ben Ketai
- Scritto da: Ben Ketai

### Trama
Dopo che Ronald minaccia Nick e Izzy, loro cercano di restituirgli i soldi in contanti. Maddie, la nuova partner dell'agente Rask, arriva giusto in tempo per cercare di individuare il padre di Nick, Andy Talman. Con la violenza delle gang di Little Haiti che si riversa sulla sua famiglia, Ronald ripensa al lancio della GenCoin di Izzy.

## Prova del Prototipo
- Titolo originale: Proof of Concept
- Diretto da: Luis Prieto
- Scritto da: Ben Dubash

### Trama
La ricerca di finanziamenti di Nick, Izzy e Ronald va a rilento, ma Ronald individua un'opportunità con un VIP del quartiere. Rask e Maddie vengono a sapere della GenCoin proprio quando Andy dice a Nick la verità su Rask. Nick trova un promettente contatto d'affari.

## Angelo Investigatore
- Titolo originale: Angel Investor
- Diretto da: Luis Prieto
- Scritto da: Scott Gold

### Trama
Nick fa un colpaccio, ridando vita alla GenCoin. Il rapporto tra Rask e Maddie ha una svolta sorprendente quando Rask sigla un'improbabile alleanza. Ronald viene coinvolto nell'ondata di violenza della sua gang.

## Acquisizione
- Titolo originale: Buyout
- Diretto da: Ben Ketai
- Scritto da: Ben Ketai

### Trama
Dopo essere scivolato in un pozzo di violenza e corruzione, Rask lotta per riprendere il controllo. Nick e Izzy assorbono un colpo devastante per la GenCoin. Ronald corre il rischio con il lancio della società.

## Farsi Strada
- Titolo originale: Bootstrapped
- Diretto da: Luis Prieto
- Scritto da: Sharon Lennon e Josh Corbin

### Trama
Rask è costretto a risolvere i guai che ha combinato. Izzy contatta un vecchio compagno di scuola e trova una pista promettente. La scoperta da parte di Taylor della situazione difficile di Nick mette la GenCoin in grave pericolo. Di fronte al disastro, Ronald ha un colpo di genio.

## Valutazione
- Titolo originale: Valutation
- Diretto da: Luis Prieto
- Scritto da: Josh Corbin

### Trama
La GenCoin, tra grandi difficoltà, diventa una realtà, ma il piano di Ronald di intascare un po' di denaro gli si ritorce contro. Un ansioso agente Rask deve rispondere alle domande dei suoi colleghi. Izzy segue una pista ambiziosa.

## Pro Rata
- Titolo originale: Pro Rata
- Diretto da: Ben Ketai
- Scritto da: Josh Corbin

### Trama
La GenCoin trova un grosso investitore, Alex Bell, che ha legami poco raccomandabili. Rask fa una scoperta opportuna su Nick. Mentre la posizione di Ronald nella gang cambia, suo figlio Touie deve affrontare una decisione terribile.

## Acquisizione Ostile
- Titolo originale: Hostile Takeover
- Diretto da: Ben Ketai
- Scritto da: Scott Gold, Paul Leyden e Josh Corbin

### Trama
Rask si affretta per sistemare le cose. Alex lancia una notizia bomba sulla GenCoin, mettendo Izzy in una posizione compromettente. Nick e Ronald legano grazie alle loro difficoltà. Izzy prende posizione, ma si trova dalla parte sbagliata.

## Ricapitalizzazione
- Titolo originale: Recapitalization
- Diretto da: Ben Ketai
- Scritto da: Ben Ketai

### Trama
Nel finale di stagione, Nick e Izzy discutono delle loro divergenze. Nick ha un asso nella manica, che porta a un nuovo sconvolgente alleato per la GenCoin. Rask deve affrontare la cruda verità su Alex. La famiglia Morales viene presa alla sprovvista dalla tragedia.